# 群馬パース大学福祉専門学校
群馬パース大学福祉専門学校（ぐんまパースだいがくふくしせんもんがっこう、英称：Gunma Paz Professional Care Workers Training College）は、学校法人群馬パース大学が運営する、介護福祉士養成課程のある私立専門学校である。

## 名称の由来
群馬パース大学福祉専門学校のパースとはポルトガル語で平和 (Paz) を意味する。またPazの3文字にもそれぞれこめられた意味があり、PはPessoa＝個性、AはAssistencia＝互助、ZはZelo＝熱意を表現している。個性の重視、互助の精神、そして熱意。これらを調和させ平和を目指す事が、Pazの教育理念となる。

## 沿革
- 1992年（平成4年）4月 - ほたか保健福祉専門学校開校[1]。介護福祉学科を設置[1]。所在地は北群馬郡子持村上白井[1]。
- 1997年（平成9年）4月 - 介護福祉学科II部（夜間部）開設[2]。
- 2006年（平成18年） - 夜間部募集停止[3]。
- 2007年（平成19年）4月 - 群馬パース福祉専門学校に名称変更[3]。
- 2010年（平成22年） - 群馬パース大学高山キャンパス内に移転[4]。
- 2014年（平成26年） - 群馬パース大学福祉専門学校に名称変更。
- 2017年（平成29年）4月 - 渋川すこやかプラザ内に移転[5]。保育学科を新設[5]。
- 2019年（平成31年）4月 - 介護福祉専攻科を新設。
- 2024年（令和6年） - 保育学科、介護福祉専攻科募集停止。

## 教育目標
- 心の豊かな人間性を養います。
- 優れた知識、技術を身につけます。
- 強靭な意思と体力を培います。

## 学科
- 介護福祉学科

## 取得資格
- 介護福祉学科：介護福祉士（国家資格）、専門士（称号）※福祉系大学3年次への入学が認められる

## 校舎
- 所在地：群馬県渋川市渋川1338-4

渋川総合病院跡に整備された渋川すこやかプラザ内にある。旧病棟の1–2階を改装して使用している。

### 学生寮

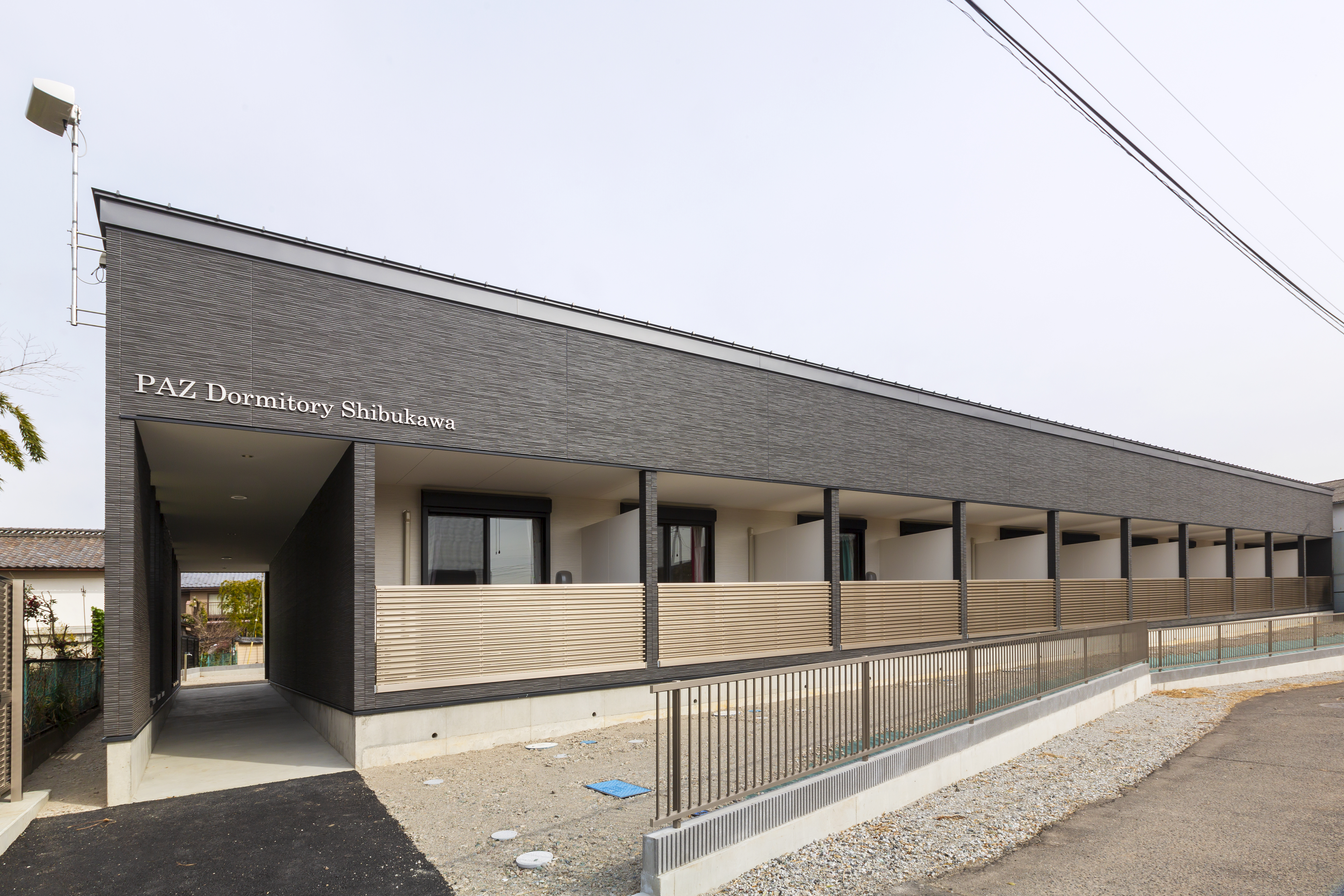
PAZ Dormitory Shibukawa 外観

遠方の学生が学ぶことができるようキャンパスから徒歩3分の場所に学生寮 "PAZ Dormitory Shibukawa" がある。

### 旧校舎（高山村中山）
- 所在地：群馬県吾妻郡高山村中山6859-251

渋川市への移転後、土地は高山村に貸与され、建物は高山村に無償譲渡の上で学校法人NIPPON ACADEMYに貸与された。学校法人NIPPON ACADEMYは2017年4月にNIPPONおもてなし専門学校高山校を開設した。

### 旧校舎（渋川市上白井）
- 所在地：群馬県渋川市上白井2564-6

開校時に建設された。鉄筋コンクリート造の3階建てで、総床面積は約1,580平方メートル。
土地については2011年時点で渋川市が所有している。建物は2011年の東日本大震災後に渋川市に無償貸与され、備蓄資材の保管場所として使用された。その後、2012年5月に学校法人群馬パース大学から渋川市に寄付された。

## 記念誌
- 学校法人 ほたか会 ほたか保健福祉専門学校 編『ほたか保健福祉専門学校創立10周年記念誌』学校法人 ほたか会 ほたか保健福祉専門学校、2002年。